# Johannes Murmellius
Johannes Murmellius (ur. 1480 w Roermond, zm. 2 października 1517 w Deventer) – holenderski humanista, leksykograf, nauczyciel. 

## Życiorys
W latach 1493–1496 uczęszczał do przyklasztornej szkoły o profilu humanistycznym w Deventer. Od 1496 do 1500 studiował na Uniwersytecie w Kolonii, gdzie uczęszczał głównie na wykłady z filozofii. Studia ukończył licencjatem, a w 1504 uzyskał tytuł magistra. W latach 1500–1513 pracował jako nauczyciel. Próbując przeforsować swoje pomysły reformy nauczania, wpadał w konflikty i zmieniał miejsca pracy. Pracował w trzech różnych szkołach w Münster (Westf.). W szkole katedralnej w Münster udało mu się wprowadzić do programu nauczania naukę języka greckiego, co spotkało się z uznaniem m.in. Ulricha von Huttena. W szkołach pełnił funkcje zastępcy dyrektora (konrektora) i dyrektora szkoły. W 1513 został dyrektorem szkoły w holenderskim mieście Alkmaar. Z powodu działań wojennych musiał w 1517 roku opuścić Alkmaar. Otrzymał posadę nauczyciela w Deventer, gdzie cztery tygodnie później zmarł. Żył zaledwie 37 lat. Są podejrzenia, że został otruty.

## Twórczość leksykograficzna
Murmellius jest autorem kilku znaczących prac leksykograficznych, m.in. słownika łacińsko-niderlandzkiego. Zgodnie z ówczesnymi tendencjami językiem wyjściowym była łacina. Słownik ukazał się w roku 1513 w Kolonii i stanowił pierwszą część 4-tomowego dzieła przeznaczonego do użytku szkolnego. Został najpierw zaadaptowany dla języka niemieckiego, i ta wersja: słownik łacińsko-niemiecki stała się podstawą do opracowania słownika łacińsko-niemiecko-polskiego. Słownik ukazał się w Krakowie w oficynie Hieronima Vietora w roku 1528. Był to więc jeden z pierwszych słowników na ziemiach polskich z językiem niemieckim i polskim. Dictionarius Murmelii variarum rerum cieszył się w Polsce dużą popularnością i był wznawiany wielokrotnie aż do roku 1666. Zawierał ok. 2600 haseł w układzie tematycznym (nie alfabetycznym). Poszczególne rozdziały odsyłają do takich pojęć jak: O Bogu i Niebie, Zjawiska pogodowe, Kwiaty, Potrawy itp.
Również w Krakowie w roku 1528 ukazuje się opracowany przez pochodzącego ze Śląska Franciszka Mymera łacińsko-niemiecko-polski słownik bazujący na łacińsko-niemiecko-czeskiej wersji Murmelliusa (Wiedeń 1513). Również ten słownik ma układ tematyczny. Nowością jest wprowadzenie alfabetycznego układu haseł dla haseł łacińskich w obrębie poszczególnych działów tematycznych. Słownik Mymera miał przynajmniej pięć wydań (do roku 1592): trzy pierwsze w Krakowie, następne w Królewcu.
Murmellius był ponadto autorem szkolnych podręczników do nauki łaciny. Uprawiał też poezję. Cenione były jego elegie „Elegiarum moralium libri quatuor” wydane w 1508 roku.